# Eduard Max Hofweber
Eduard Max Hofweber (* 29. September 1891 in Regensburg; † 4. Mai 1978 in Mannheim) war ein deutscher Manager und Verbandsfunktionär.

## Leben
Nach einer Kaufmanns- und Handelsschulausbildung wurde Hofweber Direktor und Vorstandsmitglied der Heinrich Lanz AG in Mannheim. Außerdem war er Treuhänder der Arbeit für Südwestdeutschland und Vorsitzender des Reichskuratoriums für Technik in der Landwirtschaft. Von 1934 bis 1945 war er Leiter der Industrieabteilung der badischen Gauwirtschaftskammer. 1939 kam er in den 15-köpfigen „Engeren Beirat“ der Reichsgruppe Industrie. Zudem saß er im Landwirtschaftlichen Beirat des Mitteleuropäischen Wirtschaftstages.
Im Ersten Weltkrieg war er der Ordonnanzoffizier von Karl Haushofer. Eine enge Freundschaft verband ihn mit Rudolf Heß. Heß lernte durch ihn Haushofer kennen. Zum 1. Mai 1930 trat er in die NSDAP ein (Mitgliedsnummer 244.880). Nach Beurteilung des Gauleiters Robert Wagner war Hofweber „einwandfreier Nationalsozialist [...], dessen politische Zuverlässigkeit keinem Zweifel“ unterlag.